# Полана (Мурська Собота)
Полана (словен. Polana) — поселення в общині Мурська Собота, Помурський регіон, Словенія. Висота над рівнем моря: 194,2 м.